# Craig Lewis
Craig Lewis, född den 30 december 1976 i Sydney i Australien, är en australisk före detta professionell basebollspelare som tog silver vid olympiska sommarspelen 2004 i Aten.
Lewis spelade 1998-2000 i New York Yankees farmarklubbssystem och 2001-2002 i Montreal Expos farmarklubbssystem.